# Старецът и оръжието
„Старецът и оръжието“ (на английски: The Old Man & the Gun) е американски филм от 2018 година, криминална комедия на режисьора Дейвид Лоури по негов собствен сценарий, базиран на едноименна статия на журналиста Дейвид Гран.
Сюжетът е базиран на историята на Форест Тъкър, извършител на множество банкови обири, известен с множеството си бягства от затвора. Главните роли се изпълняват от Робърт Редфорд, Сиси Спейсик и Кейси Афлек.
За ролята си в „Старецът и оръжието“ Редфорд е номиниран за „Златен глобус“ за мъжка роля в мюзикъл или комедия.